# Pentax MZ-D
Pentax MZ-D — прототип полнокадровой DSLR-камеры, известный под вторым названием MR-52. Был анонсирован на ежегодной выставке «Photokina-2000» (в сентябре), а продемонстрирован в январе 2001 года. В октябре 2001 года компания «Пентакс» объявила об отмене запуска камеры в серийное производство по маркетинговым причинам. Однако были основания считать, что отмена была продиктована не только маркетинговыми соображениями, но и техническими проблемами.
MZ-D использовал ту же полнокадровую 6-мегапиксельную ПЗС-матрицу (модель FTF3020-C) производства Philips, что и Contax N Digital. Сама камера была построена на базе плёночной камеры MZ-S. Поскольку для цифровой начинки места в оригинальном корпусе MZ-S не хватило, его срастили с дополнительной батарейной ручкой от той же MZ-S.